# Селезньова Єсенія Євгенівна
Єсенія Євгенівна Селезньова (нар. 17 вересня 2010, м. Київ, Україна) — українська співачка, акторка дубляжу.

## Життєпис

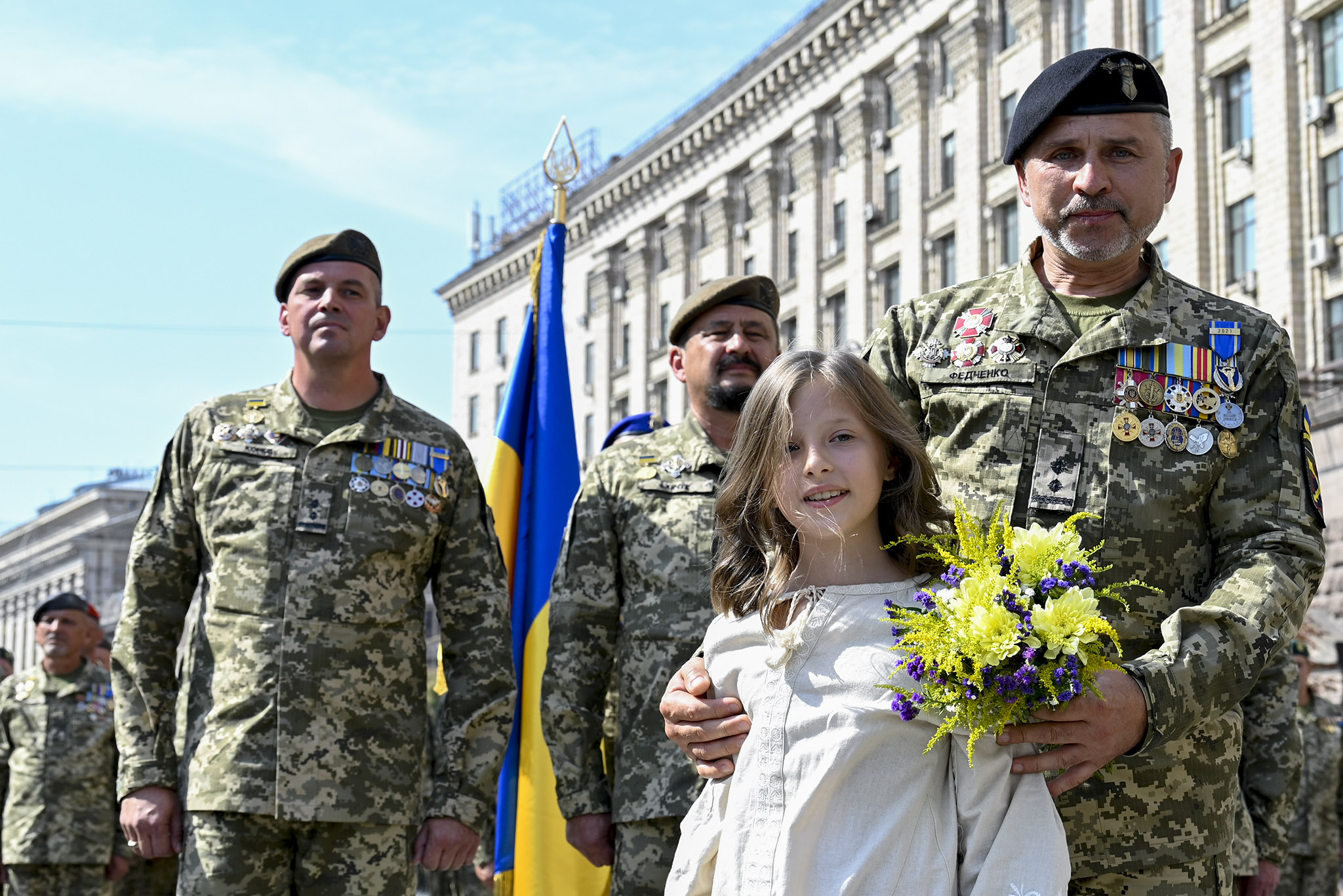
Єсенія Серезньова разом із військовослужбовцем Володимиром Федченком, якому подарували квіти під час відзначення 30-ї річниці Незалежності України

Єсенія Селезньова народилася 17 вересня 2010 року в місті Києві в сім'ї музикантів.
З 3-х років займається в хореографічній школі «Fors». Як танцівниця брала участь у зйомках фіналу «Танці з зірками» (2018).
У 2018 році брала участь у «Чорноморських іграх».
Переможниця багатьох конкурсів.

### Виступ на шоу «Голос діти»
У червні 2019 року виступила на 5-у сезоні шоу «Голос діти» із піснею «Шиншила».
Єсенія для подальших виступів на конкурсі вибрала команду Джамали.
Кліп із виступом Єсенії отримав більше мільйона переглядів станом на 24 серпня 2021 року.

### 30-річчя Незалежності України
24 серпня 2021 року стала головною героїнею театралізованого дійства під назвою «ДНК».
Вона подарувала квіти військовому Володимиру Федченку. Своїм вчинком довела до сліз президента України Володимира Зеленського та осіб, котрі перебували під час урочистостей.
Згодом виконала пісню «Україна» Тараса Петриненка.

## Озвучування
- «Крижане серце 2» — Маленька принцеса Анна
- «Дулітл» — Маленька левиця і миші на кораблі
- «Душа» — масовка
- «Король Стейтен Айленду»
- «Айван, єдиний і неповторний» — трейлер
- «Діда Мороза не буває» — дівчинка Лєна
- «Маша та Ведмідь» — Маша (з 5 сезону)
- «Рая та останній дракон».
- «На висотах Нью-Йорка»
- «Ласун» — дівчинка-свинка Венді
- «Лука» — Джулія Марковальдо
- «Бебі бос 2» — Табіта.
- «Полонена» — Оксана
- «Спокута» — Маріна, Нана і Софія
- «Мчи, Пес, мчи!» — Таг
- «Кендімен»
- «Сенді Щікс: Порятунок Бікіні Ботом»